# Rio Itapicuru (periodiskt vattendrag)
Rio Itapicuru är ett periodiskt vattendrag i Brasilien.   Det ligger i delstaten Bahia, i den östra delen av landet, 1 200 km öster om huvudstaden Brasília.